# 2263 Шеньсі
2263 Шеньсі (2263 Shaanxi) — астероїд головного поясу, відкритий 30 жовтня 1978 року.
Тіссеранів параметр щодо Юпітера — 3,208.
Названо на честь китайської провінції Шеньсі (кит.: 陕西).